# Gouffre de Tré l'Avouille
Le Gouffre de Tré l'Avouille, ou BV 63, est situé sur la commune de Bellevaux, dans le massif du Chablais (Haute-Savoie, France). Il a été découvert en 1972  par le Groupe de spéléologie de Bellevaux.

## Description
Cette cavité mesure 220 m de profondeur, c'est l'une des plus profondes du Chablais.